# Thomas Alexandre Dumas
Pour les articles homonymes, voir Alexandre Dumas (homonymie) et Dumas.
Thomas Alexandre Davy de La Pailleterie, dit le général Dumas, est un général de la Révolution française, né le 25 mars 1762 à Jérémie (Saint-Domingue, aujourd'hui Haïti) et mort le 26 février 1806 (7 ventôse de l'an XIV) à Villers-Cotterêts (Aisne).
Né à Saint-Domingue, il est le premier général de l'armée française ayant des origines afro-caribéennes, suivi de près par ses contemporains dans l'armée française Toussaint Louverture, André Rigaud et Louis-Jacques Beauvais puis par Wladyslaw Jablonowski et Joseph Serrant sous le Premier Empire. 
Il fit la campagne de Belgique (1792-1793), la guerre de Vendée (1793-1796), la guerre des Alpes, la campagne d'Italie (1796-1797) et la campagne d'Égypte (1798-1801).
Il est le père de l'écrivain Alexandre Dumas (Les Trois Mousquetaires, Le Comte de Monte-Cristo) et le grand-père de l'écrivain Alexandre Dumas fils (La Dame aux camélias) et d'Henry Bauër.

## Biographie

### Fils de noble et d'une esclave
Officiellement nommé Thomas Alexandre Davy de La Pailleterie, Thomas Alexandre Dumas est le fils aîné d'un noble normand du pays de Caux, le marquis Alexandre Antoine Davy de La Pailleterie (1714-1786). Si ses ancêtres ont vécu dans le pays de Caux dès 1410 sur les terres de la Pailleterie situées à Bielleville, le père de Thomas Alexandre Dumas partit à Saint-Domingue et prit pour femme une esclave noire qu'il affranchit, nommée Marie-Cessette Dumas, faussement déclarée morte vers 1772 avec qui il eut au moins quatre enfants,. En réalité, deux documents notariés, signés en 1786 et en 1801 par le futur général Dumas, prouvent qu'il savait sa mère vivante jusqu'en 1786. Il naît à Latibolière, près du bourg de Jérémie, dans l'Habitation « Madère » attenante à la petite plantation de canne à sucre et de café, détenue par Alexandre Antoine.
Avant de retourner en France vers 1774, son père vend ses quatre enfants en tant qu'esclaves, mais Thomas Alexandre est vendu à réméré, c'est-à-dire avec possibilité de rachat ultérieur. Il sera ainsi racheté par son père et reviendra auprès de lui sous le pseudonyme de Thomas Rétoré. L'adolescent reprend alors le nom paternel et reçoit l'éducation d'un jeune noble (escrime, vie culturelle et autres « exercices du corps ») de son époque.
Il est placé en pension par son père chez Nicolas Texier de La Boëssière, rue Saint-Honoré à Paris, où les matinées sont consacrées à l'étude et les après-midis au maniement des armes, dans lequel il excelle, notamment au sabre. Il y fait la connaissance du chevalier de Saint-George, compositeur, escrimeur, également né esclave.
Bel athlète, son « mètre quatre-vingt-cinq » lui donne « plus belle prestance encore en des temps où la plupart des hommes faisaient une bonne tête de moins ». Il a « des cheveux et sourcils noirs crépus, un visage ovale, plein et brun, une petite bouche, des lèvres épaisses. » Sa « beauté exotique » fait sensation dans les milieux parisiens qu'il fréquente avec « tous les talents que l'on pouvait attendre d'un gentilhomme ». Par ailleurs, son père dépense beaucoup d'argent pour la garde-robe de son fils, afin qu'il tienne son rang dans la société. Les fonds paternels lui permettent de s'installer au début de 1784, alors qu'il a vingt ans, dans un logement rue Estienne, à proximité du Louvre.

### Le militaire
Après une dispute avec son père (qui le prive de ressources) notamment liée au remariage de ce dernier le 14 février 1786 avec Marie Retou, sa cadette de trente ans, il s’engage pour huit ans dans l’armée le 2 juin 1786, dans le régiment de La Reine dragons comme simple cavalier sous le nom d'Alexandre Dumas, précisant « fils d'Antoine et de Cecette Dumas » (le nom de sa mère).
Selon son fils, il se serait vite rendu célèbre dans le régiment par ses prouesses herculéennes. C'est là en tout cas qu'il se lie avec de futurs généraux d'Empire, Jean-Louis Espagne, Louis-Chrétien Carrière de Beaumont, Joseph Piston. L'Édit de Ségur bloquant leurs prospects d'avancement étant aboli, ces quatre jeunes sous-officiers roturiers ou libre de couleur, talentueux et épris des idéaux révolutionnaires, vont voir leurs carrières connaître des progressions fulgurantes lorsque l'armée aura besoin de commandants compétents et motivés lors des défections des royalistes à l'ennemi qui s’accroissent après la fuite de Varennes et jusque l'abolition de la royauté. D'autant plus qu'il faut cornaquer et amalgamer les nombreux volontaires et autres fédérés de la Levée en masse s'ajoutant aux troupes de ligne et gardes nationaux locaux quand, en décembre 1793, l'hétéroclite Armée révolutionnaire française compte 804 000 hommes sous les drapeaux répartis en 15 armées, chiffre considérable pour l'époque, qui finira par s'élever à 1 500 000 en action lors de toutes les campagnes des Guerres de la Révolution française,,. Leur amitié et leurs exploits inspirent sans doute le roman Les Trois Mousquetaires, écrit plus tard par le fils du général.
En août 1789, un détachement de son régiment, alors stationné à Laon depuis un an, est envoyé à Villers-Cotterêts pour sécuriser la région, soumise aux troubles de la Révolution française et à la Grande Peur. En l'absence de caserne dans la ville, les dragons sont hébergés par les habitants. Logeant à l’auberge « L'Écu de France », Dumas y rencontre sa future épouse, Marie Louise Élisabeth Labouret, fille de l’aubergiste. Les fiançailles ont lieu le 6 décembre 1789. Dumas n'épouse Marie Labouret qu'en novembre 1792, son beau-père Claude Labouret ayant exigé qu'il obtienne le grade de brigadier (chose faite en février 1792).
Le 17 juillet 1791, des milliers de Parisiens se rendent au Champ-de-Mars pour exiger l'abdication du roi après sa fuite à Varennes, considérée comme une trahison. L'Assemblée, qui souhaite le maintien de la monarchie, demande à La Fayette de réprimer la manifestation. Le maintien de l'ordre est en partie confié aux 6e dragons dont Dumas commande une section. Il prend l'initiative d'installer deux canons légers. La fusillade qui suit fait entre douze et cinquante morts, et quelques années plus tard, il a à expliquer son initiative devant le Comité de salut public.

### L'officier de la Révolution

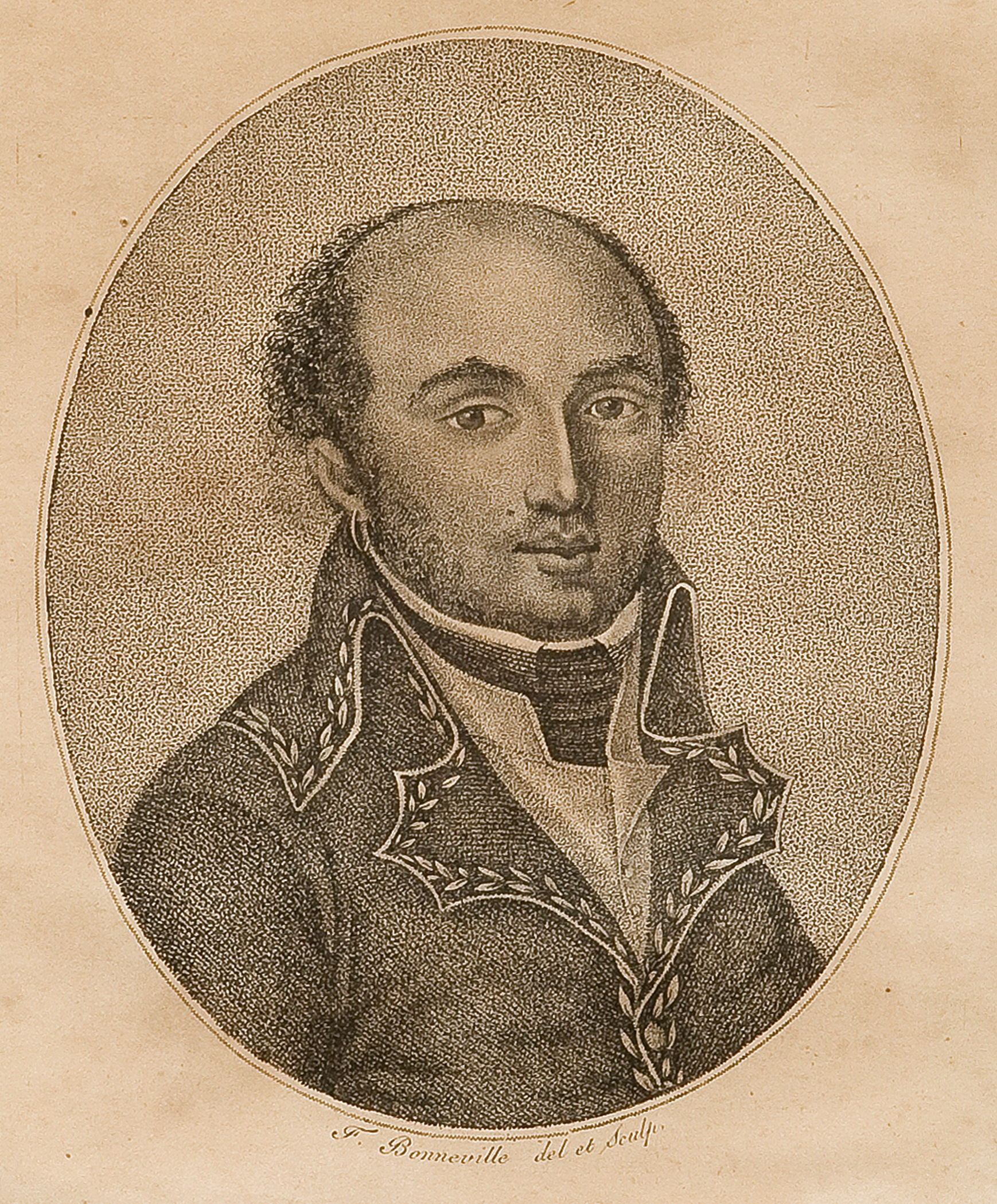
Le général Alexandre Davy de La Pailleterie, gravure de François Bonneville, fin du XVIIIe siècle.

Pendant la Révolution, la carrière militaire de Dumas progresse de manière fulgurante. Il sert d’abord sous les ordres du général Dumouriez dans l'armée du Nord. Le brigadier Dumas mène des patrouilles de quatre à huit dragons et chasseurs à cheval pour des missions de reconnaissance. Le 11 août 1792, il tombe sur une douzaine de Tyroliens, et à leur surprise, donne la charge. « Les assaillis, stupéfaits de voir débouler au grand galop ce géant noir surgi de nulle part ne purent opposer la moindre résistance » et sont faits prisonniers. Le général Beurnonville le nomme alors maréchal-des-logis. Dans son édition du 18 août 1792, Le Moniteur universel raconte que Dumas « coupa si adroitement les douze chasseurs allemands et tomba sur eux avec tant de vivacité, qu'ils se sont tous rendus avec leurs carabines chargées, sans avoir eu le temps de brûler une amorce ». Dumas fait don de sa part de butin à la Nation.
En 1792 sont créées des « légions franches », pour servir de forces supplétives aux armées régulières, constituées de volontaires étrangers, telles la Légion germanique de Cloots ou la Légion anglaise d'Oswald. Sur le même modèle, et à l'initiative de Julien Raimond, la Convention crée un corps de troupe de mille hommes de couleur, la Légion franche de cavalerie des Américains et du Midi, également appelée Légion noire, ou Légion des Américains, ou Légion Saint-George, du nom de son commandant, le chevalier de Saint-George. Ce dernier songe aussitôt à recruter Dumas, mais celui-ci venait d'incorporer la Légion des Hussards de la liberté et de l'égalité, de Boyer, avec le grade de capitaine. Saint-George renchérit en proposant le grade de lieutenant-colonel, et commandant en second de la Légion franche des Américains, ce que Dumas accepte.
Fin 1792, Dumas retourne à Villers-Cotterêts où il épouse Marie Louise Élisabeth Labouret à la mairie, sans cérémonie religieuse (période anticléricale et de déchristianisation, 10 ans avant l'apaisement du Concordat), le 28 novembre. Jean Louis Brigitte Espagne est l'un de ses témoins. Parmi les invités figure Marie Retou, la veuve de son père. Dumas doit repartir deux semaines plus tard, laissant sa femme enceinte de leur premier enfant, Alexandrine Aimée, qui naît le 10 septembre 1793.
En janvier 1793, Dumas rejoint à Laon la Légion franche des Américains, qu'il doit administrer seul. Il doit trouver des armes, des vivres, des chevaux pour cette troupe d'environ deux cents hommes, et ne reçoit aucun soutien pour cela. Malgré cela, Dumas se distingue à Mouvaux près de Lille où, « à la tête d'une patrouille de 14 hommes, il fondit sur un poste de 40 soldats hollandais, en tua trois de sa main, fit seize prisonniers et dispersa le reste », selon Antoine-Vincent Arnault dans sa Biographie nouvelle des contemporains de 1820.
Nommé général de brigade grâce à la protection de Bouchotte, il est chargé de la défense de Pont-à-Marcq, village par lequel communiquent deux ailes de l'armée française. Il repousse les colonnes qui viennent l'assaillir, et est promu au grade de général de division le 3 septembre 1793 et commande le camp de Mons-en-Pévèle. Il a 31 ans et il est le premier général d'origine afro-antillaise de l'armée française. À sa suite, plusieurs militaires de couleur, originaires de Saint-Domingue, sont également nommés généraux : à savoir Louis-Jacques Beauvais, Toussaint Louverture, André Rigaud et Jean-Louis Villatte le 23 juillet 1795, puis Antoine Chanlatte le 24 octobre 1795.
En acceptant sa promotion, Dumas n'ignore sans doute pas les risques qu'il court. Depuis le printemps 1793, le Comité de salut public est institué, et des « représentants en mission aux armées » veillent au bon déroulement des opérations militaires, et s'assurent de la loyauté des officiers et des généraux. Dumas doit ainsi rendre régulièrement des comptes au Comité.

### L'armée des Alpes

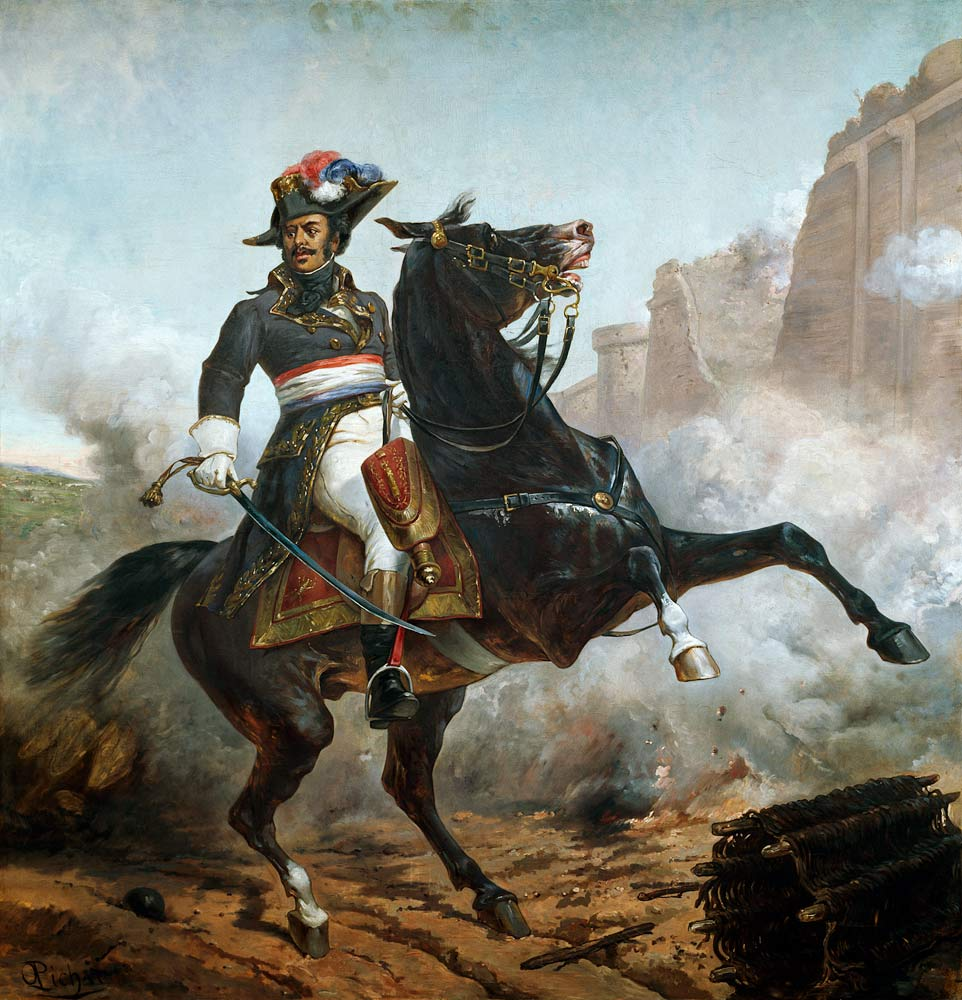
Le général Alexandre Davy de La Pailleterie, vue d'artiste d'Olivier Pichat, après 1883.

Appelé en septembre 1793 au commandement de l'armée des Pyrénées occidentales, il se heurte aux représentants du peuple de Bayonne qui avaient procédé à leur propre nomination d'un général en chef, au mépris des ordres venus de Paris. Il ne prend jamais son commandement en tant que général en chef officiellement nommé de cette armée. De ce bref passage dans les Pyrénées, on retient le dégoût manifesté par le général Dumas pour les exécutions publiques, ce qui lui vaut le surnom de « Monsieur de l'Humanité », ce qui à l'époque n'était pas un compliment.
Le général Dumas est nommé en décembre 1793 par le Comité de Salut Public commandant en chef de l'armée des Alpes, forte de 45 000 hommes, mais en pleine désorganisation. Il garde à ses côtés son ami Espagne et le général Piston. Il doit alors faire face à des dénonciations auprès du Comité de salut public à propos de sa présence lors de la fusillade du Champ-de-Mars, mais il se défend : « mes camarades et moi non seulement nous n'avons eu ni l'intention ni même l'idée de tirer sur nos concitoyens, mais encore au péril de nos vies nous nous sommes précipités au milieu du feu pour l'arrêter ». L'affaire est classée sans suite, d'autant que Dumas est le quatrième commandant de l'armée des Alpes en un an.
En quelques mois, il réorganise l'armée face à l'armée piémontaise, qui tient la ligne de faîte des Alpes. En premier lieu, il réclame des cartes précises de la région : « Je te prie citoyen Ministre de m'en faire envoyer un recueil que j'attends avec la plus grande impatience pour commencer mes opérations ». Il veille au bon équipement de son armée. Il forme une centaine d'hommes issus de la région comme «compagnie de guides à pied du Mont-Blanc». Il est en conflit avec le Comité de salut public, qui exige une intervention armée rapide, mais refuse d'obtempérer, jugeant les conditions trop mauvaises et périlleuses pour ses hommes. En février 1794, il réunit son état-major, constitué des généraux Sarret, Basdelaune et Rivaz, ainsi que du représentant Gaston, pour planifier l'expédition.
Au début d'avril 1794, il tente un premier assaut sur le col du Mont-Cenis qui se solde par un échec cuisant, où meurt le général Sarret. Deux semaines plus tard, Basdelaune remporte par surprise le col du Petit-Saint-Bernard, hérissé de redoutes, et s'empare des canons, qu'il dirige sur-le-champ contre l'ennemi. Cette opération terminée, Dumas revient à la charge sur le Mont-Cenis. Cette fois-ci, il commande personnellement les opérations, faisant revêtir à ses hommes une chemise blanche, quand le bleu des uniformes sur la neige blanche avait entraîné la mort des hommes de Sarret. Il remporte la bataille, s'emparant des bagages ennemis, de trente pièces de canon, et faisant 1 700 prisonniers. Il commente ainsi son succès : « Jamais victoire ne fut plus complète », précisant « Nous avons fait neuf cents prisonniers, tué beaucoup de monde, et notre perte, chose incroyable, ne se monte qu'à sept ou huit morts, et une trentaine de blessés. Je joins ici le rapport de chaque commandant. L'Europe étonnée apprendra avec admiration les hauts faits de l'intrépide armée des Alpes. Vive la République ! ». Cette victoire provoque l'enthousiasme de la société populaire des Jacobins de Grenoble (« Qu’ils tremblent ces esclaves téméraires, qui ont osé se mesurer à des hommes libres, la victoire vient de se fixer sous nos drapeaux »).

### Le «Diable noir»

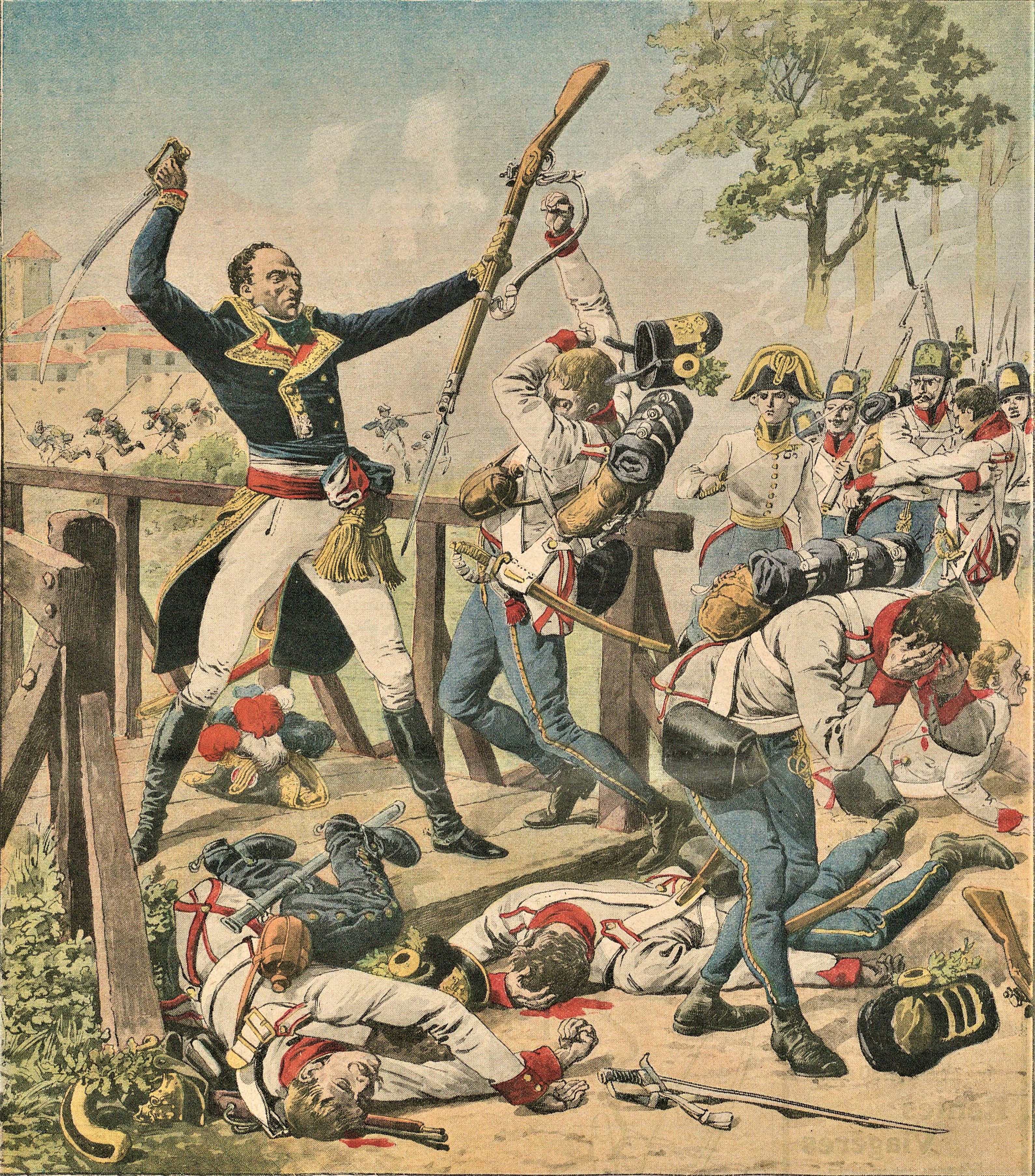
Le général Dumas défend seul le pont de Klausen (Chiusa) contre les soldats autrichiens.
Composition de Louis Bombled dans le supplément illustré du Petit Journal, 26 mai 1912.

En juin 1794, Carnot et Robespierre somment Dumas de se présenter devant le Comité de salut public pour répondre d'accusations portées contre lui. La Terreur s'achève en juillet, avec la mort de Robespierre, et Dumas n'est pas inquiété.
Il est nommé le 16 août 1794 à la tête de l'armée de l'Ouest. Il arrive en Vendée le 7 septembre. Il procède à une inspection des troupes et de la situation, et découvre que son armée, qui se livre à des pillages, est totalement désorganisée et irrécupérable. Avant lui, Armand-Louis de Gontaut Biron avait fait le même constat, et avait démissionné, ce qui lui valut d'être accusé de trahison par le Comité de salut public et d'être guillotiné. Dumas écrit au Comité pour dire que le seul moyen de gagner la guerre consiste en le renouvellement de l'armée et des officiers généraux. Il démissionne dès le 23 octobre.
Ses adversaires lui reconnaissent « un caractère de justice et d'inflexibilité dont les effets se font déjà sentir ». Brièvement muté à la tête de l'armée des côtes de Brest, le temps que celle-ci absorbe une partie de l'armée des côtes de Cherbourg, il demande l'autorisation de se rendre à Villers-Cotterêts en congé de convalescence. Sa deuxième fille, Louise Alexandrine, vient à peine de naître. Étant nommé le 8 octobre 1794 au commandement en chef de l'armée des côtes de Brest, c'est malgré tout la quatrième armée de la Révolution française dont Dumas a été nommé général en chef après celle des Pyrénées occidentales (nomination officielle, commandement non pris), l'armée des Alpes de ses nombreux exploits puis l'armée de l'Ouest face au soulèvement vendéen. 
Rappelé pour écraser l'insurrection royaliste du 13 vendémiaire, Dumas arrive en toute hâte à Paris, trop tard pour diriger la répression pour cause de problèmes de voiture (c'est Bonaparte qui, nommé en son absence, accomplira cette tâche les 5 et 6 octobre 1795, ce qui aboutira à la carrière que l'on sait). Sa fidélité à la cause de la République lui vaut d'être nommé à l'armée de Sambre-et-Meuse comme général de division, puis peu après à l'armée des Alpes, non plus comme commandant en chef, mais sous les ordres de Kellermann, avec lequel il entretient vite des relations orageuses. Celui-ci obtient son transfert à l'armée d'Italie sous les ordres de Bonaparte.
Il participe au siège de Mantoue en 1796-1797 et se signale au combat de La Favorite au cours duquel une tentative autrichienne de briser le blocus fut repoussée. Il passe ensuite dans le Tyrol, où il rejoint l'armée du général Joubert pour en commander la cavalerie. Joubert lui confie en fait le commandement de la moitié de ses 20 000 hommes.
Le 19 janvier 1797 le général Dumas charge à la tête de ses dragons pour capturer le pont de Klausen, sur l’Adige dans le Tyrol, qui permettait au général autrichien Johann Ludwig Alexander von Laudon (de) de protéger sa retraite vers Brixen. Dumas défait l’ennemi supérieur en nombre à plusieurs reprises. La ville de Bolzano est prise dans la foulée, avec l'aide du général Belliard, ainsi que 1 500 prisonniers. Lors d’une contre-attaque sur le même pont de Klausen, les Autrichiens vont passer ; Dumas s'en aperçoit, court en toute hâte et arrive seul au milieu du danger. Aussitôt il se place en travers avec son cheval, contient les efforts de la cavalerie ennemie, tue trois hommes, en met plusieurs hors de combat, reçoit plusieurs blessures et donne aux siens le temps d'arriver.
Mis à l'ordre du jour pour l'intrépidité qu'il avait déployée, en cette circonstance, et surnommé par Bonaparte l'Horatius Coclès du Tyrol, il concourt ensuite à l'attaque de la gorge d'Innsbruck et harcèle l'ennemi jusqu'à Sterzing, à quinze lieues du champ de bataille. Les Autrichiens le surnomment alors « le diable noir ». Pour toutes ces prouesses, le général Dumas reçut un sabre d’honneur accompagné d’une gratification de 10 000 livres pour fait d’armes exceptionnel (mars 1797).
Dès la fin des combats, Bonaparte le nomme gouverneur du Trévisan (19 mai 1797), puis gouverneur de Polésine (16 juin 1797).

### Les expéditions

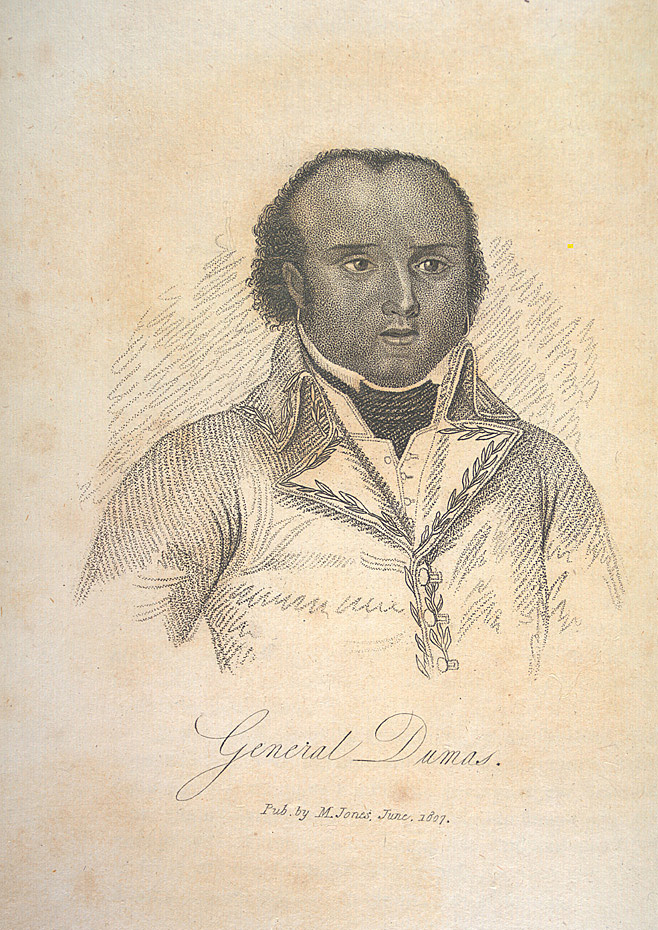
Le général Alexandre Dumas.

Bonaparte choisit Dumas pour commander la cavalerie de l'armée d'Orient. Il a sous ses ordres les généraux Murat et Davout. L'expédition s'embarque en mars 1798 pour l'Égypte. Il y participe aux batailles de Chebreiss et des Pyramides. Pendant l’expédition d’Égypte, il réprime une insurrection, dont le général Dominique Martin Dupuy vient d'être victime au Caire mais, sous le prétexte de son état de santé, il prend ses distances avec Bonaparte.
En vérité, Dumas s'était heurté à Bonaparte dès les premiers jours de l'expédition d'Égypte. Lors de la terrible marche d'Alexandrie au Caire, où les hommes mouraient d'épuisement sous une chaleur de feu, il avait participé à une réunion critique avec plusieurs de ses confrères du haut commandement (Lannes, Murat, Desaix, peut-être d'autres). Confronté à Bonaparte au lendemain de la bataille des Pyramides, il aurait exprimé haut et fort son idéal français :
« — Ainsi, Dumas, lui dit-il, vous faites deux parts dans votre esprit : vous mettez la France d'un côté et moi de l'autre. Vous croyez que je sépare mes intérêts des siens, ma fortune de la sienne.
— Je crois que les intérêts de la France doivent passer avant ceux d'un homme, si grand que soit cet homme. Je crois que la fortune d'une nation ne doit pas être soumise à celle d'un individu.
— Ainsi, vous êtes prêt à vous séparer de moi ?
— Oui, dès que je croirai voir que vous vous séparez de la France.
— Vous avez tort, Dumas…, dit froidement Bonaparte.
— C'est possible, répondit mon père ; mais je n'admets pas les dictatures, pas plus celle de Sylla que celle de César »
À la suite de cette altercation, Dumas sollicita du commandant en chef la permission de rentrer en France, et l'obtint. Il quitta l'Égypte le 7 mars 1799.

#### 21 mois de captivité brutale par le royaume de Naples
Menacé de naufrage lors de son retour en Europe, il relâche à Tarente, où le royaume de Naples le retient deux ans prisonnier avec Dolomieu. Violemment maltraités durant leur captivité au Castello Aragonese, ils sont libérés grâce à la victoire de Marengo qui eut lieu le 14 juin 1800 (le savant Dolomieu et lui-même font partie des prisonniers libérés par le traité de Florence le 28 mars 1801).
Mais il en sort estropié de la jambe droite, sourd de l'oreille droite, paralysé de la joue gauche, son œil droit est presque perdu, et il est atteint d'un ulcère à l'estomac qui, quelques années plus tard, lui sera fatal.
Dolomieu ne s'en sort pas mieux. Lui aussi très affecté par son incarcération, il meurt le 28 novembre 1801 (7 frimaire an X), à Châteauneuf (Saône-et-Loire), chez sa sœur la marquise de Drée.

### Destitution et décès
À son retour en France, à l’époque du Consulat, en 1802, il est victime des licenciements massifs qui ont lieu au moment de la paix d'Amiens. Comme des centaines d'officiers, le général Dumas est mis à la retraite le 13 septembre 1802 . Malgré ses réclamations, il ne reçoit pas les 28 500 francs d’arriéré de solde pour les années de captivité, ni sa part des 500 000 francs d'indemnité que le gouvernement napolitain devait verser en faveur des prisonniers retenus. Il doit se contenter de sa retraite de général de division (environ 4 000 francs par an).
Les démarches du général Dumas sont pourtant nombreuses. Il écrit à Bonaparte en 1801, au ministre de la Guerre Berthier en 1802. Il ne s'agit pas seulement du paiement d'arriérés dus, mais de retrouver un commandement. Ces tentatives, comme les suivantes, sont sans effet. Ces dettes lui étant impayées le mettent lui et sa famille dans un certain dénuement.
L'Horatius Coclès français meurt à l'hôtel de l'Épée à Villers-Cotterêts, le 26 février 1806, des suites de son ulcère à l'estomac. Son fils, le futur écrivain Alexandre Dumas, est alors âgé de 3 ans et 7 mois.
Après son décès, sa veuve et leurs deux enfants n'ont droit à aucun secours comme c'est habituellement le cas en la circonstance.

## Famille
À Villers-Cotterêts le 28 novembre 1792, il épouse Marie-Louise Labouret (1769-1838), fille de Claude Labouret, aubergiste et commandant de la Garde nationale. De cette union naissent deux filles, dont une seule survit, et un fils Alexandre en juillet 1802, le futur écrivain. C'est grâce à l'aide du prêtre appelé au chevet de son père, l'abbé Louis-Chrysostome Grégoire (1767-1835), que le jeune Alexandre Dumas peut échapper au dénuement. En outre, l'homme de Dieu le protège alors contre les insultes de ses camarades et lui donne des cours particuliers.

## Monuments et hommages

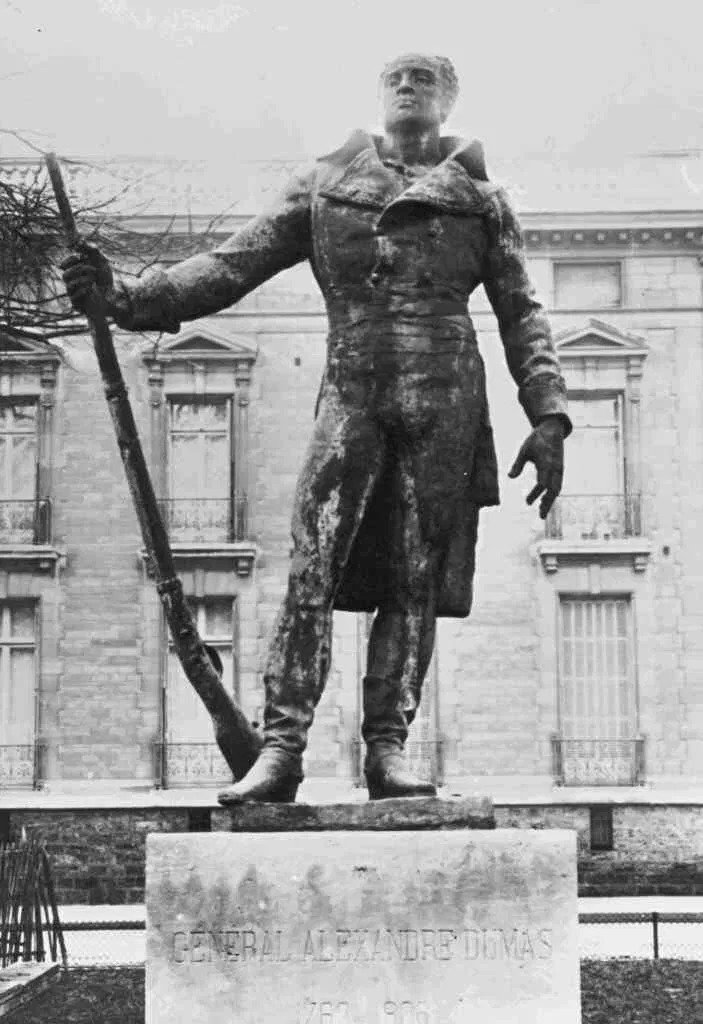
Statue du général Thomas-Alexandre Dumas détruite par les nazis pendant l'occupation de Paris et jamais reconstruite

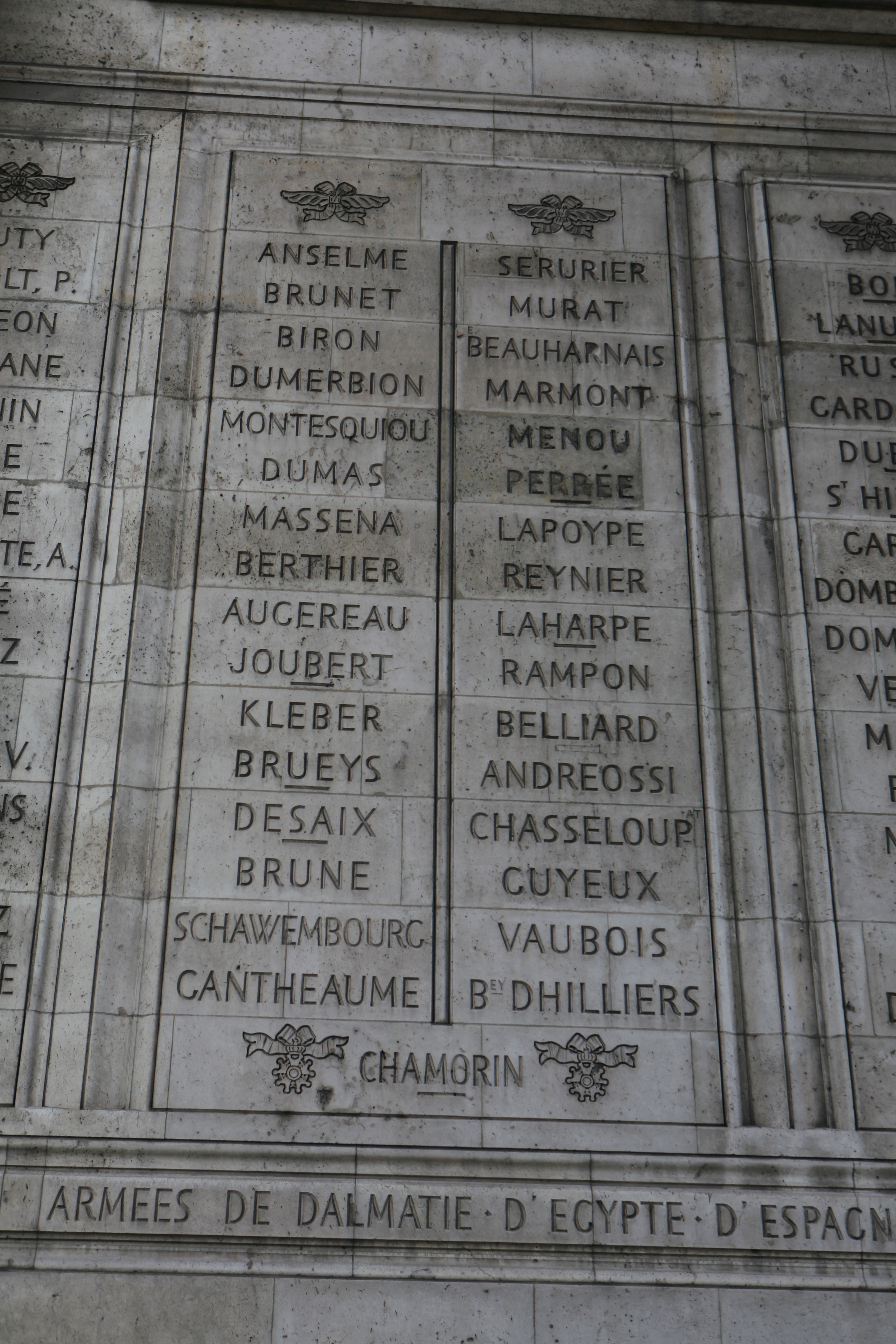
Le nom de Dumas sur l'Arc de Triomphe.

Son nom est attribué au fort de la Malmaison en 1887.
En 1913, sa statue réalisée par Alphonse de Perrin de Moncel, exaltant ses origines africaines, est érigée à Paris, place Malesherbes, aujourd'hui place du Général-Catroux, dans le 17e arrondissement, après une campagne soutenue par l'écrivain Anatole France, qui déclare : « Le plus grand des Dumas, c'est le fils de la négresse. Il a risqué soixante fois sa vie pour la France et est mort pauvre. Une pareille existence est un chef-d'œuvre auprès duquel rien n'est à comparer ». La statue est fondue sous le régime de Vichy, dans le cadre de la mobilisation des métaux non ferreux. En 2021, le Conseil de Paris vote à l'unanimité sa reconstruction à l'identique.
Depuis 2002, l'écrivain Claude Ribbe, biographe du général Dumas et fondateur de l'association des amis du général Dumas, mène campagne pour sa réhabilitation. Le 30 novembre 2002, à l'occasion de l'entrée au Panthéon d'Alexandre Dumas, il prononce un discours au Sénat devant le cercueil de l'écrivain et le portrait du général.
En 2006, pour le bicentenaire de la mort du général, il obtient que deux plaques commémoratives soient apposées : l'une, le 26 février, sur la maison où est mort le général, l'autre au col du Petit-Saint-Bernard qui été repris aux troupes austro-sardes au printemps 1794 alors qu'il était commandant en chef de l'armée des Alpes et, à ce titre, commandait 45 000 hommes avec un état-major de 17 généraux. L'opération est soutenue par le conseil général de l'Aisne et la mairie de Villers-Cotterêts pour la première plaque, la Fondation pour l'action culturelle internationale en montagne (FACIM), la municipalité de Bourg-Saint-Maurice et les chasseurs alpins pour la seconde plaque.
Le 4 avril 2009, une sculpture réalisée par Driss Sans-Arcidet est inaugurée à Paris, place du Général-Catroux, à la suite d'une demande de Claude Ribbe, formulée en 2002 et acceptée par le Conseil de Paris. Elle représente des fers d'esclaves brisés. L'association des amis du général Dumas milite pour qu'une réplique de la statue détruite sous l'Occupation soit réinstallée auprès de ce monument et qu'une copie de cette statue soit offerte à la République d'Haïti, conformément à un souhait émis en 1838 par l'écrivain Alexandre Dumas, qui imaginait un financement de l'original et de la copie de la statue par les hommes de couleur du monde entier et écrivait à ce propos : « Ce serait une manière de rappeler à la vieille Europe, si fière de son antiquité et de sa civilisation, que les Haïtiens, avant de cesser d'être français, ont payé leur part de gloire à la France ».
Depuis le 10 mai 2009, chaque 10 mai à 18 h, à l'occasion de la journée nationale de mémoire de l'esclavage, l'association des amis du général Dumas organise place du Général-Catroux, devant le monument au général, un rassemblement en sa mémoire et en mémoire des victimes françaises, haïtiennes et africaines de l'esclavage et de la traite transatlantiques. L'armée française participe à ce rassemblement ainsi que des personnalités officielles et de nombreux descendants d'esclaves.
En 2009, une stèle au nom du général Dumas est inaugurée dans le parc de Coquibus à Évry.
Le nom du général Dumas est inscrit sur le côté sud de l’Arc de triomphe, place de l'Étoile. Les noms de ses compagnons, les généraux Espagne et Carrière de Beaumont, y figurent également.
En 2019 est publié chez Flammarion Alex, fils d'esclave de Christel Mouchard, un roman pour la jeunesse qui présente de façon romancée la jeunesse de Thomas Alexandre Dumas, de sa vente comme esclave jusqu'à la rupture avec son père.

### Filmographie

#### Documentaires
- En 2009, Le Diable noir, docu-fiction de 52 minutes réalisé par Claude Ribbe, avec Stany Coppet dans le rôle du général Dumas, une coproduction Ortheal-France 3 Paris Île-de-France diffusée sur France 3 Paris Île-de-France, France Ô/RFO le 18 avril 2009 puis le 13 mai 2010 sur France 2 au niveau national[55],[56].
- En 2015, Frères d'armes - Général Dumas, série Frères d'Armes, film-portrait raconté par Thomas Ngijol, co-réalisé par Pascal Blanchard et Rachid Bouchareb pour vulgariser les travaux du Groupe de recherche Achac, 2 minutes[57].

#### Films
- En janvier 2023, dans Vaincre ou mourir de Paul Mignot et Vincent Mottez, narrant l'épisode de l'insurrection vendéenne avec François Athanase Charette de La Contrie à sa tête, Avant Strangel interprète le général Dumas posté en Vendée[58].
- En novembre 2023, dans le film biographique Napoléon de Ridley Scott, Abubakar Salim interprète le général Dumas dans un rôle avec une unique réplique anhistorique lors du matin du coup d'État du 18 Brumaire (9 novembre 1799) auquel il aurait participé, selon le film, en soutien de Bonaparte, alors qu'il est prouvé qu'ils s'étaient brouillés en Égypte, que Dumas était profondément républicain et n'aurait très probablement pas soutenu cette prise de pouvoir non démocratique ni l'avènement de l'Empire qui l'a suivie (le film le montre également au couronnement de Napoléon) et surtout qu'il était alors prisonnier à Tarente, royaume de Naples.
- En octobre 2024, Pathé, Chapter 2 (Mediawan) et SRAB Films (Asacha Media Group) annoncent qu'ils travaillent sur la production d'un biopic consacré au général Dumas préemptivement titré Dumas Diable noir avec pour réalisateur Ladj Ly (tournage prévu pour l'été 2025)[59], adaptation libre de la série de bande dessinées en 3 tomes Le Premier Dumas créée par Salva Rubio et Rubén del Rincón et publiée par Glénat entre 2022 et 2024[54],[60].
- En développement depuis 2008 : Le général Dumas, long métrage de fiction devant être réalisé par Claude Ribbe, production Ortheal avec le soutien de la région Picardie[61].

### Ludographie
- Thomas-Alexandre Dumas est un personnage secondaire dans le jeu vidéo d'action-aventure et d'infiltration développé par Ubisoft Montréal et édité par la société Ubisoft sorti en 2014 Assassin's Creed Unity, un allié de l'Ordre des Assassins qui œuvre pour eux comme taupe dans l'affaire des Templiers menée par le général Marcourt, personnage fictif. Son personnage est joué en français par l'acteur haïtiano-québécois Fayolle Jean Jr. et par l'acteur zambien Mizinga Mwinga en anglais[62].
- Le général Dumas est un personnage non-joueur, l'un des six personnages cibles séduisibles dans le jeu de drague (dating simulation) historique Ambition: A Minuet in Power édité par Joy Manufacturing Co en 2020 et vendu sur la plateforme de jeux vidéo indépendants Humble Bundle, aux côtés d'autres figures historiques comme la peintre Élisabeth Vigée Le Brun ou le meneur montagnard Louis Antoine de Saint-Just[63].

### Sources partielles
- Marie-Nicolas Bouillet  et Alexis Chassang (dir.), « Alexandre Dumas » dans Dictionnaire universel d’histoire et de géographie, 1878 (lire sur Wikisource)
- « Thomas Alexandre Dumas », dans Charles Mullié, Biographie des célébrités militaires des armées de terre et de mer de 1789 à 1850, 1852 [détail de l’édition]
- Publications diverses de la Fondation pour la mémoire de l'esclavage dont principalement: https://memoire-esclavage.org/biographies/thomas-alexandre-dumas
- Thomas-Alexandre Dumas est évoqué dans quatre volumes de L'Histoire dessinée de la France, une collection de bandes dessinées, fruit d’une coédition entre les éditions La Découverte et La Revue dessinée. Lancée en 2017, cette collection propose de retracer l'histoire de la France en bande dessinée en vingt volumes[64]. Les volumes où son personnage apparaît sont les tomes suivant:

1. Numero 1 - La Balade Nationale : Les Origines, de Sylvain Venayre et Étienne Davodeau, 17 octobre 2017  (ISBN 978-2-7071-9235-6) sur lequel son personnage apparaît également en couverture (42ème Prix de la Fondation Pierre Lafue 2018).
2. Numéro 12 - Les années Lumières : De la Régence aux États généraux, de Pauline Lemaigre-Gaffier, Rahul Markovits et Simon Spruyt, octobre 2023  (ISBN 978-2-348-06672-6)
3. Numéro 13 - La Révolution française, à paraître fin 2024[65].
4. Numéro 14 - La folie Napoléon : Du 18 Brumaire à Waterloo, d'Aurélien Lignereux et Jean-Paul Krassinsky, octobre 2022  (ISBN 978-2-348-07181-2)